# Volksschule Diepholz
Die Gebäude der ehemaligen Volksschule Diepholz, Bahnhofstraße 16, mit der Turnhalle Hinterstraße 13 in Diepholz stammen aus dem 19. Jahrhundert.
Aktuell (2023) wird die Schule als Schulungszentrum genutzt.
Die Gebäude stehen unter Denkmalschutz (siehe auch Liste der Baudenkmale in Diepholz).

## Beschreibung und Geschichte
Die zweigeschossige verklinkerte historisierende Schule mit Satteldach, vierachsigen Mittelrisaliten mit Giebel an der Nord- und Südfassade, Segmentbogenöffnungen, umlaufendem Trauffries, ornamentierten Blindfenstern im Obergeschoss und mit Pilastern, stammt von 1895.
Der Verein Wissenswerkstatt Metropolregion Nordwest (nach 2014) und das Jugendfreizeitzentrum (JFZ) nutzen das Schulgebäude.
Die gegenüberstehende eingeschossige verklinkerte Turnhalle mit Satteldach, zentralem Giebelrisalit, Strebepfeilern und dominantem Gesims sowie seitlichem Anbau wird heute (2023) als Tanzschule (tanzbar) genutzt.
Das Landesdenkmalamt befand: „… Erhaltung des Ensembles aus Volksschule und Turnhalle … geschichtliche Bedeutung …“
Die Volksschule trug den Namen Lübkemannschule, benannt nach dem Ehrenbürger Heinrich Lübkemann (1821–1896), der von 1828 bis 1836 die Schule in Diepholz besuchte und so ihren schlechten Zustand kannte. Er war zu einem bescheidenen Wohlstand gekommen und vererbte 1891 sein Vermögen der Stadt für den Neubau der Schule. Er wandelte das Erbe 1894 in eine Schenkung um, mit der dann der dringend notwendige Bau der Schule begonnen werden konnte. Bis 1981 wurde hier unterrichtet.
Aktuell befinden sich im Ort die Grundschule Mühlenkampschule (Lüderstraße 72), die Grund- und die Förderschule – Dr.-Kinghorst-Schule (Hindenburgstraße 7), die Jahnschule als Hauptschule (Thouarsstraße 3), die Realschule Diepholz (Thouarsstraße 20) und das Gymnasiums Graf-Friedrich-Schule (Thouarsstraße 18).